# Zephyria Mensae
Le Zephyria Mensae sono una formazione geologica della superficie di Marte.